# Friedrichshof (Gemeinde Zurndorf)
Friedrichshof (früher Zurndorfer Haidhof) ist eine Siedlung und ehemaliger Gutshof im äußersten Südwesten der Marktgemeinde Zurndorf im Bezirk Neusiedl am See im Burgenland.

## Geschichte
Die früher Haidhof genannte Anlage wurde nach Friedrich von Österreich-Teschen benannt, nachdem dieser den Hof um 1890 erwarb und zu einem landwirtschaftlichen Mustergut ausbaute. 1934 wurde der Gutsbetrieb aufgegeben.
1972 erwarb die Kommune Aktionsanalytische Organisation mit Otto Muehl das Areal mit einigen inzwischen verfallenen Gebäuden und begründet ein alternatives Gesellschafts- und Lebensmodell. Alte Gebäude wurden renoviert und großflächig neue mit entsprechender Infrastruktur geschaffen. Die Landschaft wurde aufgeforstet und gartenarchitektonisch umgestaltet.
1990 löste sich die Kommune auf. Der Besitz wurde in eine Genossenschaft eingebracht. Viele der ehemaligen Mitglieder verließen den Friedrichshof. Zahlreiche neue Bewohner siedelten sich an. 2001 wurden ein Seminarhotel, ein Landgasthof und ein Museum eröffnet.